# Halspiviridae
Halspiviridae ist eine Familie von Viren mit linearem Doppelstrang-DNA-Genom.
Derzeit gibt (Stand Mitte Mai 2024) es in der Gattung nur eine vom International Committee on Taxonomy of Viruses (ICTV) bestätigte Gattung, Salterprovirus.
Salterproviren infizieren extrem halophile Archaeen; sie wurden aus der Spezies Haloarcula hispanica (Haloarchaeen der Euryarchaeota) isoliert.
In dieser Gattung gibt es derzeit ebenfalls nur eine offiziell bestätigte Spezies (Art): Salterprovirus australiense (früher Salterprovirus His1).
Der Gattungsname leitet sich von salt terminal protein virus ab, da ihr lineares dsDNA-Genom Proteine am 5'-Ende aufweisen (d. h. terminale Proteine). Zudem wird dieser Virus-Morphotyp häufig in hypersalinen Gewässern auf der ganzen Welt beobachtet, so dass Salterproviren ein in der Umwelt weit verbreitetes Halovirus darstellen.

## Beschreibung

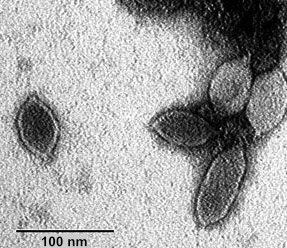
TEM-Aufnahme von Virionen der Spazes Halovirus His1. Negativ gefärbt mit Uranylacetat. Maßstab 100 µm.

Die Virusteilchen (Virionen) der Halspiviridae (d. h. der Salterproviren) haben eine spindelförmige Morphologie und ähneln in ihrer Form den anderen Viren, die thermophile Archaeen infizieren, nämlich den Fuselloviridae (Fuselloviren).
Die Viren der Haslpiviridae sind umhüllt und haben eine zitronen- oder spindelförmige Morphologie.
Das Genom ist unsegmentiert (monopartit), linear und etwa 14,5 kbp (Kilobasenpaare) lang. Das Genom hat 35 offene Leserahmen (englisch Open reading frames, ORFs).

## Replikationszyklus
Die Replikation der Halspiviridae erfolgt im Zytoplasma der Archaeen-Wirtszelle.
Der Eintritt in die Wirtszelle erfolgt nach die Anheftung des Virus an die Wirtszelle.
Die Transkription erfolgt anhand der Virus-dsDNA als Vorlage (en. DNA-templated transcription).
Als natürlicher Wirt dienen Archaeen der Spezies Haloarcula hispanica.
Die Übertragung geschieht durch passive Diffusion.

## Systematik
Aufgrund der Morphologie wurde daher zunächst vermutet, dass His1 zur Familie der Fuselloviren gehört.
Später wurde jedoch festgestellt, dass es keine genetische Verwandtschaft mit dieser Familie gibt und auch die Replikationsstrategien völlig unterschiedlich sind. Daher wurde His1 (und zunächst auch His2) in eine neue Familie Halspiviridae eingeordnet.
Das His2-Virus wurde zunächst als mit His1 verwandt angesehen, eine umfassendere Untersuchung von His2 hat jedoch gezeigt, dass es zur Familie der Pleolipoviridae gehört.
Familie: Halspiviridae
- Gattung: Salerprovirus (monotypisch)

- Spezies: Salterprovirus australiense (früher Salterprovirus His1, Monotypus)

- His1 virus (alias Halovirus His1, Referenz-Isolat)
- His1 Virus-Isolat Victoria

Kim et al. (2019) schlugen folgendes Kladogramm vor (vereinfacht):
|  | Salasmaviridae: Picovirinae                            |
|  |                                                        |
|  | Tectiviridae (monoderm hosts: Gram-positive Bakterien) |
|  |                                                        |

|  | Tectiviridae (diderm hosts: Gram-negative Bakterien) |
|  |                                                      |
|  | Autolykiviridae                                      |
|  |                                                      |

|  | Salasmaviridae: Picovirinae                            |
|  |                                                        |
|  | Tectiviridae (monoderm hosts: Gram-positive Bakterien) |
|  |                                                        |

|  | Tectiviridae (diderm hosts: Gram-negative Bakterien) |
|  |                                                      |
|  | Autolykiviridae                                      |
|  |                                                      |

|  | Salasmaviridae: Picovirinae                            |
|  |                                                        |
|  | Tectiviridae (monoderm hosts: Gram-positive Bakterien) |
|  |                                                        |

|  | Tectiviridae (diderm hosts: Gram-negative Bakterien) |
|  |                                                      |
|  | Autolykiviridae                                      |
|  |                                                      |

|  | Salasmaviridae: Picovirinae                            |
|  |                                                        |
|  | Tectiviridae (monoderm hosts: Gram-positive Bakterien) |
|  |                                                        |

|  | Tectiviridae (diderm hosts: Gram-negative Bakterien) |
|  |                                                      |
|  | Autolykiviridae                                      |
|  |                                                      |

|  | Thaspiviridae: Nitmarvirus (Stämme Nitrosopumilus spindle-shaped virus 1,2 und 3; NSV1–3)                                         |
|  | |
|  | \| \| Halspiviridae: Salterprovirus (His 1 virus) \| \| \| \| \| \| Pleolipoviridae: Gammapleolipovirus (His 2 virus) \| \| \| \| |
|  | |
|  | Halspiviridae: Salterprovirus (His 1 virus)                                                                                       |
|  | |
|  | Pleolipoviridae: Gammapleolipovirus (His 2 virus)                                                                                 |
|  | |

|  | Halspiviridae: Salterprovirus (His 1 virus)       |
|  |                                                   |
|  | Pleolipoviridae: Gammapleolipovirus (His 2 virus) |
|  |                                                   |

|  | Thaspiviridae: Nitmarvirus (Stämme Nitrosopumilus spindle-shaped virus 1,2 und 3; NSV1–3)                                         |
|  | |
|  | \| \| Halspiviridae: Salterprovirus (His 1 virus) \| \| \| \| \| \| Pleolipoviridae: Gammapleolipovirus (His 2 virus) \| \| \| \| |
|  | |
|  | Halspiviridae: Salterprovirus (His 1 virus)                                                                                       |
|  | |
|  | Pleolipoviridae: Gammapleolipovirus (His 2 virus)                                                                                 |
|  | |

|  | Halspiviridae: Salterprovirus (His 1 virus)       |
|  |                                                   |
|  | Pleolipoviridae: Gammapleolipovirus (His 2 virus) |
|  |                                                   |

|  | Salasmaviridae: Picovirinae                            |
|  |                                                        |
|  | Tectiviridae (monoderm hosts: Gram-positive Bakterien) |
|  |                                                        |

|  | Tectiviridae (diderm hosts: Gram-negative Bakterien) |
|  |                                                      |
|  | Autolykiviridae                                      |
|  |                                                      |

|  | Salasmaviridae: Picovirinae                            |
|  |                                                        |
|  | Tectiviridae (monoderm hosts: Gram-positive Bakterien) |
|  |                                                        |

|  | Tectiviridae (diderm hosts: Gram-negative Bakterien) |
|  |                                                      |
|  | Autolykiviridae                                      |
|  |                                                      |

|  | Salasmaviridae: Picovirinae                            |
|  |                                                        |
|  | Tectiviridae (monoderm hosts: Gram-positive Bakterien) |
|  |                                                        |

|  | Tectiviridae (diderm hosts: Gram-negative Bakterien) |
|  |                                                      |
|  | Autolykiviridae                                      |
|  |                                                      |

|  | Salasmaviridae: Picovirinae                            |
|  |                                                        |
|  | Tectiviridae (monoderm hosts: Gram-positive Bakterien) |
|  |                                                        |

|  | Tectiviridae (diderm hosts: Gram-negative Bakterien) |
|  |                                                      |
|  | Autolykiviridae                                      |
|  |                                                      |

|  | Thaspiviridae: Nitmarvirus (Stämme Nitrosopumilus spindle-shaped virus 1,2 und 3; NSV1–3)                                         |
|  | |
|  | \| \| Halspiviridae: Salterprovirus (His 1 virus) \| \| \| \| \| \| Pleolipoviridae: Gammapleolipovirus (His 2 virus) \| \| \| \| |
|  | |
|  | Halspiviridae: Salterprovirus (His 1 virus)                                                                                       |
|  | |
|  | Pleolipoviridae: Gammapleolipovirus (His 2 virus)                                                                                 |
|  | |

|  | Halspiviridae: Salterprovirus (His 1 virus)       |
|  |                                                   |
|  | Pleolipoviridae: Gammapleolipovirus (His 2 virus) |
|  |                                                   |

|  | Thaspiviridae: Nitmarvirus (Stämme Nitrosopumilus spindle-shaped virus 1,2 und 3; NSV1–3)                                         |
|  | |
|  | \| \| Halspiviridae: Salterprovirus (His 1 virus) \| \| \| \| \| \| Pleolipoviridae: Gammapleolipovirus (His 2 virus) \| \| \| \| |
|  | |
|  | Halspiviridae: Salterprovirus (His 1 virus)                                                                                       |
|  | |
|  | Pleolipoviridae: Gammapleolipovirus (His 2 virus)                                                                                 |
|  | |

|  | Halspiviridae: Salterprovirus (His 1 virus)       |
|  |                                                   |
|  | Pleolipoviridae: Gammapleolipovirus (His 2 virus) |
|  |                                                   |

Anmerkung: Die Picovirinae wurden zwischenzeitlich vom ICTV von der ehemaligen Familie Podoviridae in die neue Familie Salasmaviridae verschoben.

## Weiterführende Literatur
- Mart Krupovic, Emmanuelle R. J. Quemin, Dennis H. Bamford, Patrick Forterre, David Prangishvili: Unification of the globally distributed spindle-shaped viruses of the Archaea. In: Journal of Virology. 88. Jahrgang, Nr. 4, 2014, ResearchGate:259320195, S. 2354–2358, doi:10.1128/JVI.02941-13, PMID 24335300, PMC 3911535 (freier Volltext) – (englisch).
- Fengbin Wang, Virginija Cvirkaite-Krupovic, Matthijn Vos, Leticia C. Beltran, Mark A. B. Kreutzberger, Jean-Marie Winter, Zhangli Su, Jun Liu, Stefan Schouten, Mart Krupovic, Edward H. Egelman: Spindle-shaped archaeal viruses evolved from rod-shaped ancestors to package a larger genome. In:
  - Biophysical Journal, Band 121, Nr. 3, Februar 2022, S. 148a-149a; doi:10.1016/j.bpj.2021.11.1983, ResearchGate:358561680 (englisch).
  - Cell, Band 185, Nr. 8, 14. April 2022, S. 1297-1307.e11; doi:10.1016/j.cell.2022.02.019, PMID 35325592, PMC 9018610 (freier Volltext), HAL:03620791, Epub 23. März 2022 (englisch).